# Arcidiecéze besançonská
Arcidiecéze besançonská (lat. Archidioecesis Bisuntina, franc. Archidiocèse de Besançon) je starobylá francouzská římskokatolická arcidiecéze, založená ve 2. století. Na arcidiecézi byla povýšena ve 4. století. Leží na území departementů Doubs (vyjma arrondissementu Montbéliard) a Haute-Saône (vyjma kantonu Héricourt), jejichž hranice přesně kopíruje. Sídlo arcibiskupství i katedrála Saint-Jean de Besançon se nachází v Besançonu. Arcidiecéze je hlavou besançonské církevní provincie.
Od 10. října 2013 je arcibiskupem-metropolitou Mons. Jean-Luc Bouilleret.

## Historie
Biskupství bylo v Besançonu založeno v průběhu 2. století. Na arcibiskupství bylo povýšeno v průběhu 4. století.
V důsledku konkordátu z roku 1801 byla zrušena diecéze Saint-Claude a její území bylo včleněno do arcidiecéze besançonské. Diecéze Saint-Claude byla obnovena 6. října 1822.
Dne 3. listopadu 1979 byla zřízena diecéze Belfort-Montbéliard, pro kterou bylo vyčleněno území z arcidiecéze besançonské.